# 胡庆钧
胡庆钧（1918年12月27日—2015年12月26日），湖南宁乡人，中华人民共和国语言学家，中国社会科学院民族学与人类学研究所研究员，中国社会科学院荣誉学部委员。

## 生平
父母在胡庆钧幼年时期去世，由婶母带大，1934年入长沙高级师范专科读书。抗日战争爆发后，考入浙江大学师范院史地系，1939年，转入国立西南联合大学师范学院（昆明）史地系，1940年，转入社会学系。1943年，进入北京大学文科研究所的人类学专业进行研究生学习。后被派到中央研究院历史语言研究所学习。1944年毕业，在中央研究院任助理研究员，1945年起在云南大学社会学系任讲师。1947年，被派到清华大学人类学系任教。1951年，任中央民族事务委员会办公厅研究组副组长。1952年，调入中国科学院（今中国社会科学院）近代史研究所，先后任助理研究员、副研究员。1963年，被调入民族学与人类学研究所先后任副研究员、研究员。胡庆钧先后八次上凉山调查彝族的社会形态并出版《明清彝族社会史论丛》、《凉山彝族奴隶制社会形态》等著作。1988年,任云南省社会科学院兼职研究员、名誉社会学所长。先后任中国民族学会副会长、顾问。 2006年被评为中国社会科学院荣誉学部委员。

## 出版物
编撰了数十篇(本)学术论文和著作：
著作（包括译著）：《明清彝族社会史论丛》、《凉山彝族奴隶制社会形态》、《早期奴隶制社会比较研究》、《巴西印第安部落的黄昏》、《婚姻家庭和家庭群体组织》等。
论文：《关于从猿到人》、《从雅安到西昌 大凉山彝族社会概况》、《关于奴隶制度下的普遍奴隶与农奴制问题》、《宋代先民地区奴隶制度的繁荣和发展》等。